# Salthill
Salthill è un sobborgo marino della città irlandese di Galway, capoluogo dell'omonima contea e della provincia del Connacht. Nel quartiere è presente un percorso di circa due chilometri, che costeggia il mare. Lungo il cui corso, si trovano molti bar, ristoranti, pub e hotel, che si affacciano sulla baia di Galway. Salthill è il più vecchio e grande quartiere dell'intera città irlandese.

## Eventi
Fino al 2007, Salthill ospitava una delle più importanti manifestazioni aeree a pagamento, a cui si poteva assistere dal Galway Bay Hotel. L'iniziativa attirava 100000 visitatori e garantiva un incasso di almeno un milione di euro per anno.

## Sport
A Salthill si trova uno dei più importanti stadi dell'intera provincia, il Pearse Stadium, che ospita e ha ospitato sia eventi sportivi che musicali.

## Infrastrutture e trasporti
A Salthill si trova una stazione ferroviaria attiva tra il primo ottobre del 1879 e il gennaio del 1918, quando venne chiusa.

## Cultura di massa
Il lungomare di Salthill è citato nella celeberrima canzone " Galway Girl" di Steve Earle.